# Arthur Arz von Straussenburg

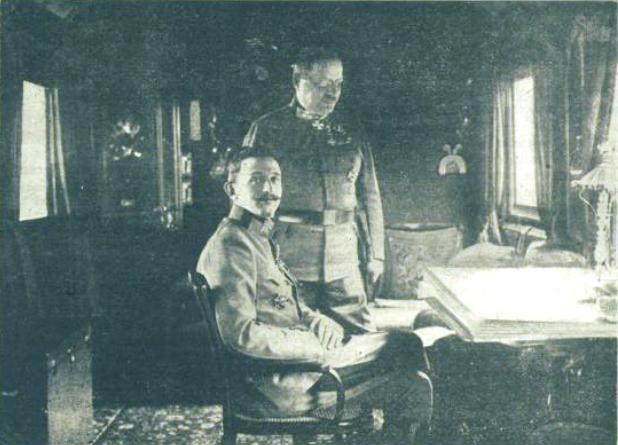
Împăratul Carol I al Austriei și generalul Arthur Arz von Straussenburg (1917).

Arthur Arz von Straussenburg (n. 16 iunie 1857, Sibiu – d. 1 iulie 1935, Budapesta) a fost un înalt ofițer al armatei imperiale și regale austro-ungare, ultimul șef al Marelui Stat Major al Armatei Austro-Ungare, funcție pe care a preluat-o pe 2 martie 1917 de la contele Conrad von Hötzendorf.

## Originea și studiile
Arthur Arz von Straussenburg s-a născut într-o veche familie de sași transilvăneni. Tatăl său, Albert Arz von Straussenburg, a fost pastor evanghelic protestant, iar mama, Louise Pfaffenhuber, a fost fiica dirigintelui oficiului poștal din Orăștie. După bacalaureatul susținut la gimnaziul evanghelic săsesc din Sibiu (în prezent Colegiul Național Samuel von Brukenthal), a urmat o perioadă cursuri de studii juridice la Academia de Științe Juridice din Sibiu, iar apoi s-a înrolat ca voluntar în Batalionul 23 de vânători de câmp ungur în 1876/77. Hotărându-se să urmeze cariera militară, a luat examenul de ofițeri de rezervă, iar pe data de 1 mai 1878 a fost numit locotenent. Ca locotenent major a urmat cursurile Academiei Militare Tereziene între 1885-1887.

## Cariera militară
Ca locotenent major a primit însărcinări la Marele Stat Major al Armatei Comune imperiale și regale, la Viena. A ajuns șef al unei direcțiuni din Marele Stat Major, fiind mai apoi transferat la Ministerul de Război și promovat pe scară ierarhică. La izbucnirea Primului Război Mondial se afla ca feldmareșal la comanda diviziunii de infanterie 15 Miskolc, iar apoi a preluat de la generalul Svetozar Boroevic comanda Corpului 6 de armată. A comandat cu succes Corpul 6 de armată până în 1916. În 1915 Arz von Straussenburg a condus contraofensiva Gorlice-Tarnów împotriva armatei imperiale ruse. Când șeful Statului Major, Conrad von Hötzendorf, a fost demis din funcție de împăratul Carol I al Austriei în martie 1917, acest post i-a fost dat lui Arthur Arz von Straussenburg, post pe care l-a deținut până la sfârșitul războiului. În ultimul an de război a fost numit general-colonel. După pierderea războiului, Arz von Straussenburg a fost trimis în judecată pe motiv că după armistițiu ar fi dat ordinul de încetare a focului prea devreme pe frontul italian, ceea ce ar fi dus la un număr de 350.000 de soldați austro-ungari în prizonierat de război în Italia. Instanța l-a găsit nevinovat.

## Sfârșitul vieții
La pensie a vrut să se stabilească în orașul natal Sibiu, care acum aparținea României, dar deoarece statul român nu i-a permis intrarea în țară, fiind fost adversar în Războiul Mondial, s-a stabilit la Viena. În 1926 statul maghiar i-a aprobat o pensie, cu obligația să o ridice personal la Budapesta. Cu ocazia unei călătorii la Budapesta în 1935 a suferit un atac de cord și a decedat. A fost înmormântat la Budapesta.

## Familia
Din 1903 a fost căsătorit cu Stefanie Thomka von Tomkaháza, cu care a avut o fiică, Stefanie Verehel Ried.

## Scrieri
- Arthur Albert Arz, Zur Geschichte des Grossen Krieges. 1914-1918, Wien 1924;
- Albert Arz, Die Ahnen des Dr. Carl Albert Arz von Straussenburg (1861-1918), Hermannstadt 1931;
- Albert Arz, Die historischen Wappen der ehemaligen siebenbürgisch-sächsischen Gebietskörperschaften (Archiv des Vereins für Siebenbürgische Landeskunde: Neue Folge 49,2), Hermannstadt 1938.